# Разъезд № 29
Разъезд № 29 — посёлок в Омутинском районе Тюменской области России. Входит в состав Вагайского сельского поселения.

## История
До 1917 года входил в состав Омутинской волости Ялуторовского уезда Тобольской губернии. По данным на 1926 год Казарма железнодорожная состояла из 4 хозяйств. В административном отношении входила в состав Омутинского сельсовета Новозаимского района Тюменского округа Уральской области.

## Население
| 2010 |
| ---- |
| 22   |

По данным переписи 1926 года в казарме проживало 9 человек (6 мужчин и 6 женщин), в том числе: русские составляли 100 % населения.
Согласно результатам переписи 2002 года, в национальной структуре населения русские составляли 90 % из 59 чел.